# Оренбург – Салават – Уфа
Оренбург – Салават – Уфа – трубопровідна система в Оренбурзькій області та Башкортостані, призначена для транспортування газового конденсату, широкої фракції легких вуглеводнів (ШФЛУ, нефракціонований продукт, що включає переважно пропан та бутан з домішками пентану і гексану) та етану.
В першій половині 1970-х почалось освоєння унікального Оренбурзького газоконденсатного родовища зі спорудженням Оренбурзького ГПЗ. При цьому в 1971 та 1974 роках (ще до запуску ГПЗ) ввели в дію дві нитки продуктопроводу Оренбург – Салават, які мали довжину по 215 км та були виконані в діаметрі 350 мм. У Салаваті споживачами протранспортованого ресурсу могли бути нафтопереробний завод, піролізне виробництво нафтохімічного комбінату та установка фракціонування ЗВГ.
В 1980-му ввели в дію третю нитку, яка пройшла через Салават та досягнула Уфи, де також працювали нафтопереробний завод та піролізне виробництво. Ця нитка мала довжину 407 км та була виконана в діаметрі 350 мм.
З 1988 по 1998 роки велось будівництво четвертої нитки по маршруту Оренбург – Салават – Уфа довжиною 407 км. За іншими даними, завершення цього будівництва припало на 2010 рік. При цьому варто відзначити, що у 1980-х роках Оренбурзький ГПЗ отримав нове потужне джерело сировини – казахське родовище Карачаганак.
З 2007-го по першій нитці могли перекачувати етанову фракцію у газовій фазі з робочим тиском 2,5 МПа, споживачем якої виступило все те ж салаватське піролізне виробництво.
З 1988-го у складі системи працює проміжна насосна станція «Подлєсная» потужністю 5,4 МВт.